# Underverden II
Underverden II er en dansk spillefilm fra 2023 instrueret af Fenar Ahmad.

## Handling
Det er 7 år siden, at Zaid begav sig ned i den københavnske underverden for at hævne sin afdøde bror. I sin tid i fængslet har en ny bandeleder startet en dødelig krig. Zaid lider et stort afsavn til sin søn Noah, som han knap nok kender; da en PET-agent i desperation opsøger Zaid og tilbyder ham en aftale som gør, at han vil kunne se sin søn igen, føler Zaid sig tvunget til at samarbejde. Udenfor fængslet er Muhdir blevet den store spiller i den kriminelle underverden – han er farlig og dybt organiseret. Helle har brug for at Zaid infiltrerer Muhdirs bande, så han kan være hendes øjne og øre, og de sammen kan fælde Muhdir og sætte en stopper for hans brutale metoder. Nu begynder en hæsblæsende rejse tilbage i den kriminelle underverden, hvor Zaids moralske værdier sættes over styr, da han pludselig konfronteres med truslen på sin egen familie.

## Medvirkende
- Dar Salim - Zaid
- Birgitte Hjort Sørensen - Helle
- Stine Fischer Christensen -Stine
- Abud Mustafa - Jimmy
- Soheil Bavi -	Muhdir
- Henrik Vestergaard -	Lars
- Jack Pedersen-	Shahin
- Mohamed Djeziri-	Rashid
- Noah Carter -	Boba
- Kitt Maiken Mortensen	Kvinde i bil
- Hamed 'Baloosh' Balosha -	Nashar
- Daniel Ilic-	Adil
- Sebastian Nørgaard-	Mustafa
- Ahmad Ayman-	Diddi